# Bahnstrecke Savenay–Landerneau
| Ein TGV durchfährt Drefféac |                                 |                                                                    |                                                                    |
| Lage der Strecke in Frankreich |                                 |                                                                    |                                                                    |
| Streckennummer (SNCF): | 470000                          |                                                                    |                                                                    |
| Kursbuchstrecke (SNCF): | 360, 361, 373                   |                                                                    |                                                                    |
| Streckenlänge: | 299,651 km                      |                                                                    |                                                                    |
| Spurweite: | 1435 mm (Normalspur)            |                                                                    |                                                                    |
| Stromsystem: | 25 kV 50 Hz (Savenay–Quimper) ~ |                                                                    |                                                                    |
| Maximale Neigung: | 12 ‰                            |                                                                    |                                                                    |
| Streckengeschwindigkeit: | 220 km/h                        |                                                                    |                                                                    |
| Zweigleisigkeit: | Savenay–Quimper                 |                                                                    |                                                                    |
| |                                 |                                                                    |                                                                    |
| \| \| \| Kilometrierung von Paris-Austerlitz über Orléans, Tours und Nantes \| \| \| \| 469,478 \| Savenay ⊙ (18 m) \| Savenay ⊙ (18 m) \| \| \| 469,760 \| Bahnstrecke Tours–Saint-Nazaire \| nach Saint-Nazaire \| \| \| 476,5xx \| La Haie-de-Besné \| La Haie-de-Besné \| \| \| 481,93x \| Sablé–Montoir-de-Bretagne nach Sablé/Montoir-de-Bretagne \| Sablé–Montoir-de-Bretagne nach Sablé/Montoir-de-Bretagne \| \| \| 482,8xx \| Abzweig Pontchâteau nach Sablé/Montoir-de-Bretagne \| Abzweig Pontchâteau nach Sablé/Montoir-de-Bretagne \| \| \| 482,977 \| Brivet \| (3 m) \| \| \| 483,580 \| Pontchâteau ⊙ (7 m) \| Pontchâteau ⊙ (7 m) \| \| \| 483,714 \| Brivet \| (10 m) \| \| \| 483,811 \| Tunnel de Pontchâteau \| (152 m) \| \| \| 484,073 \| Brivet \| (10 m) \| \| \| \| Bunkeranlagen von Grénébo (1944–1945) \| \| \| \| \| Steinbruch (1920–1991) \| \| \| \| 490,059 \| Drefféac ⊙ (6 m) \| Drefféac ⊙ (6 m) \| \| \| 494,209 \| Saint-Gildas-des-Bois ⊙ (17 m) \| Saint-Gildas-des-Bois ⊙ (17 m) \| \| \| 498,628 \| Sévérac ⊙ (21 m) \| Sévérac ⊙ (21 m) \| \| \| 501,500 \| Isac \| (16 m) \| \| \| 501,632 \| Canal de Nantes à Brest \| (13 m) \| \| \| 509,689 \| Gleisdreieck Redon, Bahnstrecke Rennes–Redon nach Rennes \| Gleisdreieck Redon, Bahnstrecke Rennes–Redon nach Rennes \| \| \| 510,800 \| Vilaine \| (73 m) \| \| \| 511,354 \| Redon ⊙ (12 m) \| Redon ⊙ (12 m) \| \| \| 512,440 \| Canal de Nantes à Brest \| (20 m) \| \| \| 513,092 \| Oust \| (64 m) \| \| \| 516,913 \| Arz \| (20 m) \| \| \| 519,905 \| Saint-Jacut ⊙ (34 m) \| Saint-Jacut ⊙ (34 m) \| \| \| 528,571 \| Malansac ⊙ (85 m) \| Malansac ⊙ (85 m) \| \| \| 540,326 \| Bahnstrecke Questembert–Ploërmel nach Ploërmel \| Bahnstrecke Questembert–Ploërmel nach Ploërmel \| \| \| 540,326 \| Questembert ⊙ (100 m) \| Questembert ⊙ (100 m) \| \| \| 547,905 \| La Vraie-Croix ⊙ (118 m) \| La Vraie-Croix ⊙ (118 m) \| \| \| 554,370 \| Elven ⊙ (86 m) \| Elven ⊙ (86 m) \| \| \| \| Unterwerk 63 / 2 × 25 kV Saint-Avé (1991) \| \| \| \| \| Chemins de fer du Morbihan (CM) Locminé–Vannes \| \| \| \| 565,755 \| Vannes ⊙ (22 m) \| Vannes ⊙ (22 m) \| \| \| 581,996 \| Sainte-Anne-d’Auray ⊙ (34 m) \| Sainte-Anne-d’Auray ⊙ (34 m) \| \| \| 583,435 \| Loc'h \| (181 m) \| \| \| 584,946 \| Auray ⊙ (37 m) \| Auray ⊙ (37 m) \| \| \| 585,758 \| Bahnstrecke Auray–Quiberon nach Quiberon \| Bahnstrecke Auray–Quiberon nach Quiberon \| \| \| 588,986 \| Bahnstrecke Auray–Pontivy nach Pontivy \| Bahnstrecke Auray–Pontivy nach Pontivy \| \| \| 594,110 \| Landaul - Mendon ⊙ (23 m) \| Landaul - Mendon ⊙ (23 m) \| \| \| 598,216 \| Landévant ⊙ (10 m) \| Landévant ⊙ (10 m) \| \| \| 604,120 \| Brandérion ⊙ (25 m) \| Brandérion ⊙ (25 m) \| \| \| 610,579 \| Blavet und CM Baud–Port Louis \| (135 m) \| \| \| 611,260 \| Hennebont ⊙ (22 m) \| Hennebont ⊙ (22 m) \| \| \| 618,461 \| Scorff \| (175 m) \| \| \| 619,447 \| Lorient ⊙ (16 m) \| Lorient ⊙ (16 m) \| \| \| 620,095 0,000 \| \| \| \| \| 4,638 \| Port de Lorient \| Port de Lorient \| \| \| \| CM Plouay–Lorient \| \| \| \| 628,310 \| Gestel ⊙ (47 m) \| Gestel ⊙ (47 m) \| \| \| 638,483 \| Laïta \| (126 m) \| \| \| 639,694 \| Quimperlé ⊙ (37 m) \| Quimperlé ⊙ (37 m) \| \| \| 645,340 \| Mellac - Le Trévoux (76 m) \| Mellac - Le Trévoux (76 m) \| \| \| 646,404 \| Bélon \| (4 m) \| \| \| 653,987 \| Bannalec ⊙ (86 m) \| Bannalec ⊙ (86 m) \| \| \| \| Carhaix–Rosporden (Meterspur) nach Carhaix \| \| \| \| 664,604 \| Rosporden ⊙ (118 m) \| Rosporden ⊙ (118 m) \| \| \| 665,302 \| Bahnstrecke Rosporden–Concarneau nach Concarneau \| Bahnstrecke Rosporden–Concarneau nach Concarneau \| \| \| 672,050 \| Saint-Yvi (64 m) \| Saint-Yvi (64 m) \| \| \| 675,872 \| Jet \| ( 4 m) \| \| \| 677,317 \| Jet \| (6 m) \| \| \| \| Unterwerk 63 / 2 × 25 kV Kerangall (1992) \| \| \| \| 684,794 \| Quimper ⊙ (6 m) \| Quimper ⊙ (6 m) \| \| \| 685,063 \| Odet \| (23 m) \| \| \| 685,1xx \| Ende der Elektrifizierung und der Zweigleisigkeit \| Ende der Elektrifizierung und der Zweigleisigkeit \| \| \| 685,603 \| Tunnel Quimper \| (310 m) \| \| \| 685,900 \| Bahnstrecke Quimper–Pont-l'Abbé nach Pont-l’Abbé \| Bahnstrecke Quimper–Pont-l'Abbé nach Pont-l’Abbé \| \| \| 687,337 \| Steir \| (12 m) \| \| \| 687,979 \| Steir \| (12 m) \| \| \| 688,803 \| Brücke Troheir (Steir) \| (12 m) \| \| \| 690,000 \| Bahnstrecke Quimper–Douarnenez nach Douarnenez \| Bahnstrecke Quimper–Douarnenez nach Douarnenez \| \| \| 691,160 694,780 \| 7 Brücken über den Steir \| 7 Brücken über den Steir \| \| \| 694,876 \| Tunnel Plogonnec \| (231 m) \| \| \| 696,230 \| Pont-Quéau \| Pont-Quéau \| \| \| 695,155 700,719 \| 9 Brücken über den Steir \| 9 Brücken über den Steir \| \| \| 702,562 \| Quéménéven (68 m) \| Quéménéven (68 m) \| \| \| 714,209 \| Viadukt Kerlobert \| (99 m) \| \| \| \| Carhaix–Camaret nach Camaret s.m. \| \| \| \| 715,235 \| Châteaulin-Embranchement ⊙ (53 m) \| Châteaulin-Embranchement ⊙ (53 m) \| \| \| \| Bahnstrecke Carhaix–Camaret-sur-Mer nach Carhaix \| \| \| \| 716,869 \| Viadukt von Guily-Glas (Aulne) ⊙ \| (317 m) \| \| \| 721,814 \| Pont-de-Buis ⊙ \| Pont-de-Buis ⊙ \| \| \| 723,801 \| Viadukt Meil-ar-Guidy (Douffine) \| (194 m) \| \| \| 728,690 \| Quimerc'h (70 m) \| Quimerc'h (70 m) \| \| \| 731,051 \| Tunnel Neiz-Vran \| (431 m) \| \| \| 736,559 \| La forêt du Cranou[1] (105 m) \| La forêt du Cranou[1] (105 m) \| \| \| 740,360 \| Hanvec ⊙ (91 m) \| Hanvec ⊙ (91 m) \| \| \| 750,580 \| Daoulas (54 m) \| Daoulas (54 m) \| \| \| 752,090 \| Viadukt Daoulas (Mignonne) ⊙ \| (323 m) \| \| \| 758,187 \| Dirinon - Loperhet ⊙ (103 m) \| Dirinon - Loperhet ⊙ (103 m) \| \| \| \| Bahnstrecke Paris–Brest nach Brest \| \| \| \| 603,559 \| Landerneau ⊙ (30 m) \| Landerneau ⊙ (30 m) \| \| \| 768,334 602,754 \| Abzweig nach Quimper \| Abzweig nach Quimper \| \| \| \| Bahnstrecke Paris–Brest nach Paris M. \| \| \| \| \| \| \| |                                 |                                                                    |                                                                    |
| Strecke |                                 | Kilometrierung von Paris-Austerlitz über Orléans, Tours und Nantes | Kilometrierung von Paris-Austerlitz über Orléans, Tours und Nantes |
| Bahnhof | 469,478                         | Savenay ⊙ (18 m)                                                   | Savenay ⊙ (18 m)                                                   |
| Abzweig geradeaus und nach links | 469,760                         | Bahnstrecke Tours–Saint-Nazaire                                    | nach Saint-Nazaire                                                 |
| ehemaliger Haltepunkt / Haltestelle | 476,5xx                         | La Haie-de-Besné                                                   | La Haie-de-Besné                                                   |
| Kreuzung geradeaus unten (Querstrecke außer Betrieb) | 481,93x                         | Sablé–Montoir-de-Bretagne nach Sablé/Montoir-de-Bretagne           | Sablé–Montoir-de-Bretagne nach Sablé/Montoir-de-Bretagne           |
| Abzweig geradeaus und ehemals von links | 482,8xx                         | Abzweig Pontchâteau nach Sablé/Montoir-de-Bretagne                 | Abzweig Pontchâteau nach Sablé/Montoir-de-Bretagne                 |
| Brücke über Wasserlauf | 482,977                         | Brivet                                                             | (3 m)                                                              |
| Bahnhof | 483,580                         | Pontchâteau ⊙ (7 m)                                                | Pontchâteau ⊙ (7 m)                                                |
| Brücke über Wasserlauf | 483,714                         | Brivet                                                             | (10 m)                                                             |
| Tunnel | 483,811                         | Tunnel de Pontchâteau                                              | (152 m)                                                            |
| Brücke über Wasserlauf | 484,073                         | Brivet                                                             | (10 m)                                                             |
| Abzweig geradeaus und ehemals nach links |                                 | Bunkeranlagen von Grénébo (1944–1945)                              | Bunkeranlagen von Grénébo (1944–1945)                              |
| Abzweig geradeaus und ehemals nach rechts |                                 | Steinbruch (1920–1991)                                             | Steinbruch (1920–1991)                                             |
| Bahnhof | 490,059                         | Drefféac ⊙ (6 m)                                                   | Drefféac ⊙ (6 m)                                                   |
| Bahnhof | 494,209                         | Saint-Gildas-des-Bois ⊙ (17 m)                                     | Saint-Gildas-des-Bois ⊙ (17 m)                                     |
| Bahnhof | 498,628                         | Sévérac ⊙ (21 m)                                                   | Sévérac ⊙ (21 m)                                                   |
| Brücke über Wasserlauf | 501,500                         | Isac                                                               | (16 m)                                                             |
| Brücke über Wasserlauf | 501,632                         | Canal de Nantes à Brest                                            | (13 m)                                                             |
| Abzweig geradeaus, nach rechts und von rechts | 509,689                         | Gleisdreieck Redon, Bahnstrecke Rennes–Redon nach Rennes           | Gleisdreieck Redon, Bahnstrecke Rennes–Redon nach Rennes           |
| Brücke über Wasserlauf | 510,800                         | Vilaine                                                            | (73 m)                                                             |
| Bahnhof | 511,354                         | Redon ⊙ (12 m)                                                     | Redon ⊙ (12 m)                                                     |
| Brücke über Wasserlauf | 512,440                         | Canal de Nantes à Brest                                            | (20 m)                                                             |
| Brücke über Wasserlauf | 513,092                         | Oust                                                               | (64 m)                                                             |
| Brücke über Wasserlauf | 516,913                         | Arz                                                                | (20 m)                                                             |
| ehemaliger Bahnhof | 519,905                         | Saint-Jacut ⊙ (34 m)                                               | Saint-Jacut ⊙ (34 m)                                               |
| Bahnhof | 528,571                         | Malansac ⊙ (85 m)                                                  | Malansac ⊙ (85 m)                                                  |
| Abzweig geradeaus und ehemals von rechts | 540,326                         | Bahnstrecke Questembert–Ploërmel nach Ploërmel                     | Bahnstrecke Questembert–Ploërmel nach Ploërmel                     |
| Bahnhof | 540,326                         | Questembert ⊙ (100 m)                                              | Questembert ⊙ (100 m)                                              |
| ehemaliger Bahnhof | 547,905                         | La Vraie-Croix ⊙ (118 m)                                           | La Vraie-Croix ⊙ (118 m)                                           |
| ehemaliger Bahnhof | 554,370                         | Elven ⊙ (86 m)                                                     | Elven ⊙ (86 m)                                                     |
| Strecke |                                 | Unterwerk 63 / 2 × 25 kV Saint-Avé (1991)                          | Unterwerk 63 / 2 × 25 kV Saint-Avé (1991)                          |
| Kreuzung geradeaus oben (Querstrecke außer Betrieb) |                                 | Chemins de fer du Morbihan (CM) Locminé–Vannes                     | Chemins de fer du Morbihan (CM) Locminé–Vannes                     |
| Bahnhof | 565,755                         | Vannes ⊙ (22 m)                                                    | Vannes ⊙ (22 m)                                                    |
| Bahnhof | 581,996                         | Sainte-Anne-d’Auray ⊙ (34 m)                                       | Sainte-Anne-d’Auray ⊙ (34 m)                                       |
| Brücke über Wasserlauf | 583,435                         | Loc'h                                                              | (181 m)                                                            |
| Bahnhof | 584,946                         | Auray ⊙ (37 m)                                                     | Auray ⊙ (37 m)                                                     |
| Abzweig geradeaus und nach links | 585,758                         | Bahnstrecke Auray–Quiberon nach Quiberon                           | Bahnstrecke Auray–Quiberon nach Quiberon                           |
| Abzweig geradeaus und nach rechts | 588,986                         | Bahnstrecke Auray–Pontivy nach Pontivy                             | Bahnstrecke Auray–Pontivy nach Pontivy                             |
| Bahnhof | 594,110                         | Landaul - Mendon ⊙ (23 m)                                          | Landaul - Mendon ⊙ (23 m)                                          |
| Bahnhof | 598,216                         | Landévant ⊙ (10 m)                                                 | Landévant ⊙ (10 m)                                                 |
| Bahnhof | 604,120                         | Brandérion ⊙ (25 m)                                                | Brandérion ⊙ (25 m)                                                |
| Brücke über Wasserlauf | 610,579                         | Blavet und CM Baud–Port Louis                                      | (135 m)                                                            |
| Bahnhof | 611,260                         | Hennebont ⊙ (22 m)                                                 | Hennebont ⊙ (22 m)                                                 |
| Brücke über Wasserlauf | 618,461                         | Scorff                                                             | (175 m)                                                            |
| Bahnhof | 619,447                         | Lorient ⊙ (16 m)                                                   | Lorient ⊙ (16 m)                                                   |
| Abzweig geradeaus und nach links · Strecke von rechts | 620,095 0,000                   |                                                                    |                                                                    |
| Strecke · Betriebs-/Güterbahnhof Streckenende | 4,638                           | Port de Lorient                                                    | Port de Lorient                                                    |
| Kreuzung geradeaus unten (Querstrecke außer Betrieb) |                                 | CM Plouay–Lorient                                                  | CM Plouay–Lorient                                                  |
| Bahnhof | 628,310                         | Gestel ⊙ (47 m)                                                    | Gestel ⊙ (47 m)                                                    |
| Brücke über Wasserlauf | 638,483                         | Laïta                                                              | (126 m)                                                            |
| Bahnhof | 639,694                         | Quimperlé ⊙ (37 m)                                                 | Quimperlé ⊙ (37 m)                                                 |
| ehemaliger Bahnhof | 645,340                         | Mellac - Le Trévoux (76 m)                                         | Mellac - Le Trévoux (76 m)                                         |
| Brücke über Wasserlauf | 646,404                         | Bélon                                                              | (4 m)                                                              |
| Bahnhof | 653,987                         | Bannalec ⊙ (86 m)                                                  | Bannalec ⊙ (86 m)                                                  |
| Strecke von rechts (außer Betrieb) · Strecke |                                 | Carhaix–Rosporden (Meterspur) nach Carhaix                         | Carhaix–Rosporden (Meterspur) nach Carhaix                         |
| Kopfbahnhof Streckenende (Strecke außer Betrieb) · Bahnhof | 664,604                         | Rosporden ⊙ (118 m)                                                | Rosporden ⊙ (118 m)                                                |
| Abzweig geradeaus und nach links | 665,302                         | Bahnstrecke Rosporden–Concarneau nach Concarneau                   | Bahnstrecke Rosporden–Concarneau nach Concarneau                   |
| ehemaliger Bahnhof | 672,050                         | Saint-Yvi (64 m)                                                   | Saint-Yvi (64 m)                                                   |
| Brücke über Wasserlauf | 675,872                         | Jet                                                                | ( 4 m)                                                             |
| Brücke über Wasserlauf | 677,317                         | Jet                                                                | (6 m)                                                              |
| Strecke |                                 | Unterwerk 63 / 2 × 25 kV Kerangall (1992)                          | Unterwerk 63 / 2 × 25 kV Kerangall (1992)                          |
| Bahnhof | 684,794                         | Quimper ⊙ (6 m)                                                    | Quimper ⊙ (6 m)                                                    |
| Brücke über Wasserlauf | 685,063                         | Odet                                                               | (23 m)                                                             |
| Grenze | 685,1xx                         | Ende der Elektrifizierung und der Zweigleisigkeit                  | Ende der Elektrifizierung und der Zweigleisigkeit                  |
| Tunnel | 685,603                         | Tunnel Quimper                                                     | (310 m)                                                            |
| Abzweig geradeaus und nach links | 685,900                         | Bahnstrecke Quimper–Pont-l'Abbé nach Pont-l’Abbé                   | Bahnstrecke Quimper–Pont-l'Abbé nach Pont-l’Abbé                   |
| Brücke über Wasserlauf | 687,337                         | Steir                                                              | (12 m)                                                             |
| Brücke über Wasserlauf | 687,979                         | Steir                                                              | (12 m)                                                             |
| Brücke über Wasserlauf | 688,803                         | Brücke Troheir (Steir)                                             | (12 m)                                                             |
| Abzweig geradeaus und ehemals nach links | 690,000                         | Bahnstrecke Quimper–Douarnenez nach Douarnenez                     | Bahnstrecke Quimper–Douarnenez nach Douarnenez                     |
| Brücke über Wasserlauf | 691,160 694,780                 | 7 Brücken über den Steir                                           | 7 Brücken über den Steir                                           |
| Tunnel | 694,876                         | Tunnel Plogonnec                                                   | (231 m)                                                            |
| ehemaliger Bahnhof | 696,230                         | Pont-Quéau                                                         | Pont-Quéau                                                         |
| Brücke über Wasserlauf | 695,155 700,719                 | 9 Brücken über den Steir                                           | 9 Brücken über den Steir                                           |
| Dienststation / Betriebs- oder Güterbahnhof | 702,562                         | Quéménéven (68 m)                                                  | Quéménéven (68 m)                                                  |
| Brücke | 714,209                         | Viadukt Kerlobert                                                  | (99 m)                                                             |
| U-Bahn-Strecke von links (außer Betrieb) · Kreuzung mit U-Bahn geradeaus unten (Querstrecke außer Betrieb) |                                 | Carhaix–Camaret nach Camaret s.m.                                  | Carhaix–Camaret nach Camaret s.m.                                  |
| U-Bahn-Bahnhof (Strecke außer Betrieb) · Bahnhof | 715,235                         | Châteaulin-Embranchement ⊙ (53 m)                                  | Châteaulin-Embranchement ⊙ (53 m)                                  |
| U-Bahn-Strecke nach rechts (außer Betrieb) · Strecke |                                 | Bahnstrecke Carhaix–Camaret-sur-Mer nach Carhaix                   | Bahnstrecke Carhaix–Camaret-sur-Mer nach Carhaix                   |
| Brücke über Wasserlauf | 716,869                         | Viadukt von Guily-Glas (Aulne) ⊙                                   | (317 m)                                                            |
| Bahnhof | 721,814                         | Pont-de-Buis ⊙                                                     | Pont-de-Buis ⊙                                                     |
| Brücke über Wasserlauf | 723,801                         | Viadukt Meil-ar-Guidy (Douffine)                                   | (194 m)                                                            |
| ehemaliger Haltepunkt / Haltestelle | 728,690                         | Quimerc'h (70 m)                                                   | Quimerc'h (70 m)                                                   |
| Tunnel | 731,051                         | Tunnel Neiz-Vran                                                   | (431 m)                                                            |
| ehemaliger Haltepunkt / Haltestelle | 736,559                         | La forêt du Cranou (105 m)                                         | La forêt du Cranou (105 m)                                         |
| ehemaliger Bahnhof | 740,360                         | Hanvec ⊙ (91 m)                                                    | Hanvec ⊙ (91 m)                                                    |
| ehemaliger Bahnhof | 750,580                         | Daoulas (54 m)                                                     | Daoulas (54 m)                                                     |
| Brücke über Wasserlauf | 752,090                         | Viadukt Daoulas (Mignonne) ⊙                                       | (323 m)                                                            |
| Bahnhof | 758,187                         | Dirinon - Loperhet ⊙ (103 m)                                       | Dirinon - Loperhet ⊙ (103 m)                                       |
| Strecke · Strecke von links |                                 | Bahnstrecke Paris–Brest nach Brest                                 | Bahnstrecke Paris–Brest nach Brest                                 |
| Strecke · Bahnhof | 603,559                         | Landerneau ⊙ (30 m)                                                | Landerneau ⊙ (30 m)                                                |
| Strecke nach links · Abzweig geradeaus und nach rechts | 768,334 602,754                 | Abzweig nach Quimper                                               | Abzweig nach Quimper                                               |
| Strecke |                                 | Bahnstrecke Paris–Brest nach Paris M.                              | Bahnstrecke Paris–Brest nach Paris M.                              |
| |                                 |                                                                    |                                                                    |

Die Bahnstrecke Savenay–Landerneau ist eine französische normalspurige Eisenbahnstrecke, die die Bahnhöfe der Orte Savenay bei Nantes und Landerneau bei Brest (Finistère) durch den Süden der Bretagne hindurch verbindet. Der Abschnitt von Redon über Vannes, Auray und Lorient nach Quimper wird zusammen mit der Bahnstrecke Rennes–Redon durch den TGV von Paris über Le Mans und Rennes befahren; der Abschnitt von Savenay bis Quimper ermöglicht es Intercityzügen über Nantes nach Südfrankreich zu fahren. Die gesamte Strecke wird von Regionalverkehrszügen des TER Bretagne, am südlichen Ende zusätzlich von denen des TER Pays de la Loire bedient. Nördlich von Quimper besteht nur Regionalverkehr.
Die Strecke erreichte 1862 als erste Eisenbahn den Süden der Bretagne und die dortigen größeren Städte wie Vannes, Auray, Lorient und Quimper. Zusammen mit der Bahnstrecke Rennes–Redon ermöglicht sie seitdem Verbindungen mit Paris, wahlweise über Rennes oder Nantes.

## Geschichte

### Von Nantes nach Châteaulin und Abzweig nach Napoléonville

#### Ab 1855: Genehmigung und Planung
Am 2. Mai 1855 wurde ein Gesetz zu einer Eisenbahn von Nantes nach Châteaulin mit Abzweigung nach Pontivy (damals: „Napoléonville“) veröffentlicht. Es sah vor, dass sich der Staat mit 25 Mio. Francs beteiligt.
Am 14. Juni 1855 wurde eine Vereinbarung zwischen dem Staat und der Chemin de fer de Paris à Orléans (PO), deren Bahnstrecke Tours–Saint-Nazaire bereits 1851 Nantes erreicht hatte, unterzeichnet, deren erster Artikel die Konzession für diese Strecke an diese Gesellschaft vergab. Der zweite Artikel schrieb vor, dass die Strecke bei Savenay von der Bahnstrecke Tours–Saint-Nazaire abzweigen solle, weiter wurde ein Verlauf über Redon, Lorient und Quimper nach Châteaulin vorgeschrieben. Wo der Abzweig nach Napoléonville liegen solle, lag noch nicht fest. Mit kaiserlichem Dekret vom 20. Juni 1855 wurde diese Vereinbarung bestätigt und der Gesellschaft die Fristen für die Umsetzung gesetzt: Lorient sollte innerhalb von fünf Jahren, Quimper in acht und Châteaulin in neun Jahren erreicht sein. Der Abzweig nach Napoléonville sollte innerhalb von neun Jahren erstellt werden.
Das Lastenheft sah eine zweigleisige Trassierung vor. Weitere Vorschriften betrafen die Postbeförderung, Telegrafen, Unfallverhütung und Rettungsmaßnahmen sowie militärische Transporte.
Als verantwortliche Ingenieure wurden der Chefingenieur Jégou und die Ingenieure Francois Watier und De Fréminville benannt.

#### 1862–1864 Inbetriebnahmen
Die Strecke wurde abschnittsweise eröffnet, sie bestand anfangs aus nur einem Gleis, der Unterbau war entsprechend den Anforderungen zweigleisig ausgelegt. Der Abschnitt von Savenay nach Lorient wurde am 26. September 1862 eröffnet, gleichzeitig mit der Bahnstrecke Rennes–Redon. Am 8. September 1863 wurde Quimper erreicht, am 12. Dezember 1864 Châteaulin. Am 18. Dezember gleichen Jahres folgte die Bahnstrecke Auray–Pontivy.

### Von Châteaulin nach Landerneau
Dieser nicht einmal 50 km lange Abschnitt war in der Konzession von 1855 nicht enthalten, obwohl eine Verbindung weiter nach Brest vorgesehen war. Da das Gelände schwierig war, war eine Schiffslinie über die Aulne und die Bucht von Brest im Gespräch. Gutachten zeigten jedoch, dass diese Lösung unbefriedigend wäre.
Am 14. Juni 1861 wurde mit kaiserlichem Dekret das Öffentliche Interesse an einer Verbindung der Bahnstrecken von Nantes nach Châteaulin und Paris–Brest festgestellt. Am 11. Juni 1863 wurde eine Vereinbarung zwischen der Bahngesellschaft und dem Ministerium zum Bau der Verbindung Châteaulin–Landerneau geschlossen, die am 6. Juli mit kaiserlichem Dekret bestätigt wurde. Die Arbeiten begannen im September 1865, am 16. Dezember 1867 wurde dieser Abschnitt eröffnet.

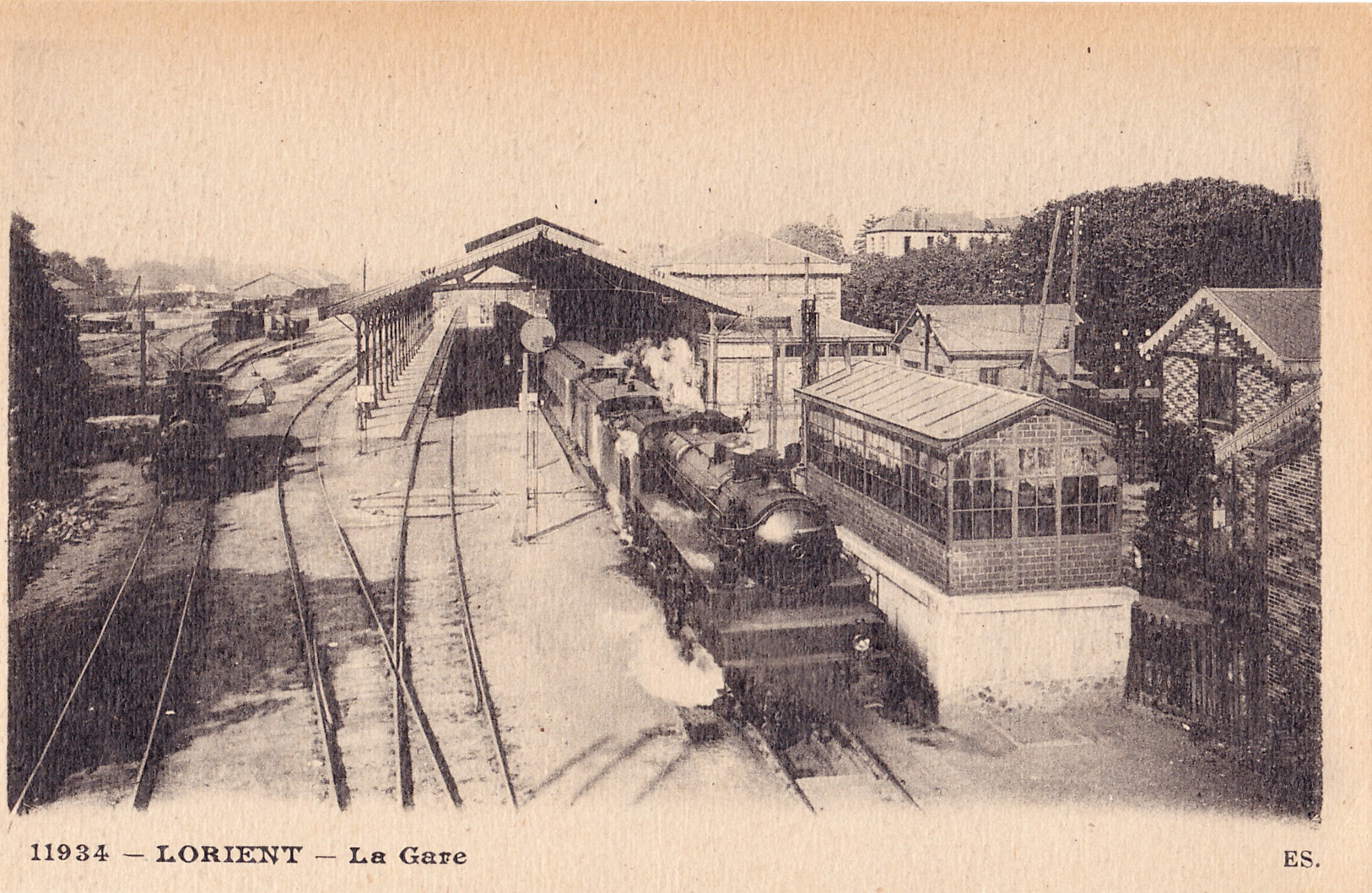
Bahnhof Lorient um 1914

Die Strecke wurde 1991 von Savenay bis Lorient und ein Jahr später bis Quimper elektrifiziert.

## Verlauf
Die Strecke verläuft grob entlang der Süd- und Westküste der Bretagne. Einen ähnlichen Verlauf nehmen die Route nationale 165 und, mit etwas mehr Abstand, der Canal de Nantes à Brest.

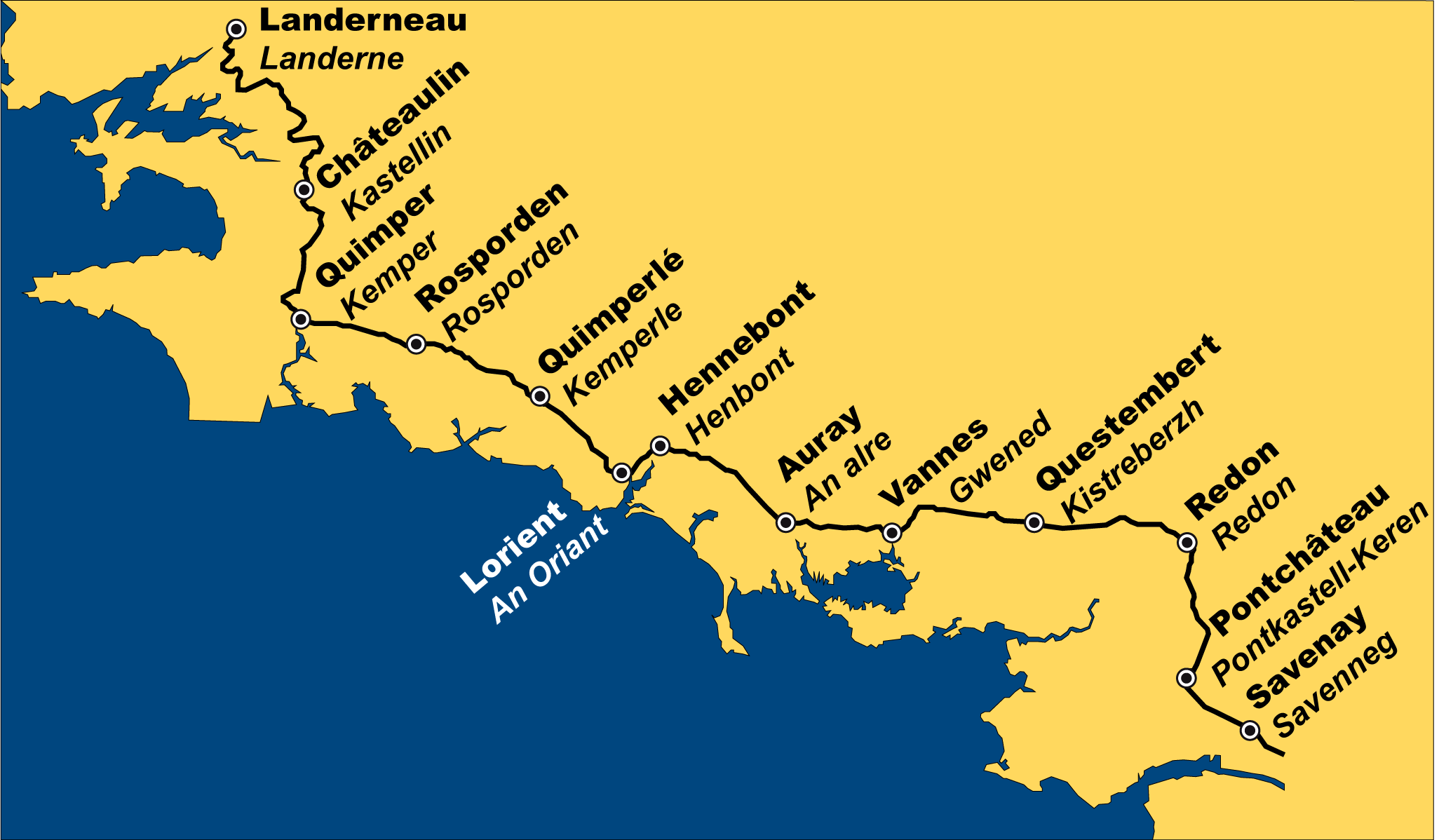
Übersicht

Im Bahnhof Savenay zweigt die Strecke von Nantes kommend nach Norden ab. Sie führt nordwärts über Pontchâteau durch das Département Loire-Atlantique. Kurz vor Redon ist sie über ein Gleisdreieck mit der Bahnstrecke Rennes–Redon verknüpft. Zwischen der Verzweigung und dem Bahnhof Redon überquert sie die Vilaine und erreicht damit die heutige Region Bretagne im Département Ille-et-Vilaine. Bis hierhin ist die Strecke relativ flach mit Neigungen bis 9 ‰.
Ab Redon verläuft die Strecke nach Westen. Kurz hinter Redon quert die Linie den Canal de Nantes à Brest und den Oust, wobei sie das Département Morbihan erreicht. Über Saint-Jacut und Malansac wird Questembert erreicht, wo früher eine Strecke aus Ploërmel einmündete.
Mit Vannes wird erstmals eine Küstenstadt erreicht, die Strecke verläuft weiter über die alten Städte an den Enden der Einbuchtungen. In Auray zweigen die Strecken nach Pontivy und Quiberon ab, die einzigen Zweigstrecken dieser Linie, auf denen zumindest noch touristische Verkehre angeboten werden; alle anderen sind im Personenverkehr aufgegeben worden. Nach Hennebont kommt die Verbindung in Lorient an.
Kurz hinter Lorient wird das Département Finistère erreicht, die Linie wendet sich wieder nach Nordwesten. In Quimperlé zweigt eine Bahn Richtung Concarneau ab, von der noch ein kurzes Stück im Güterverkehr bedient wird. Quimper, Sitz der Präfektur des Départements Finistère, weist einen Bahnhof mit vier Bahnsteigen auf. Hier enden der TGV-Verkehr, der Fahrdraht und das zweite Gleis.

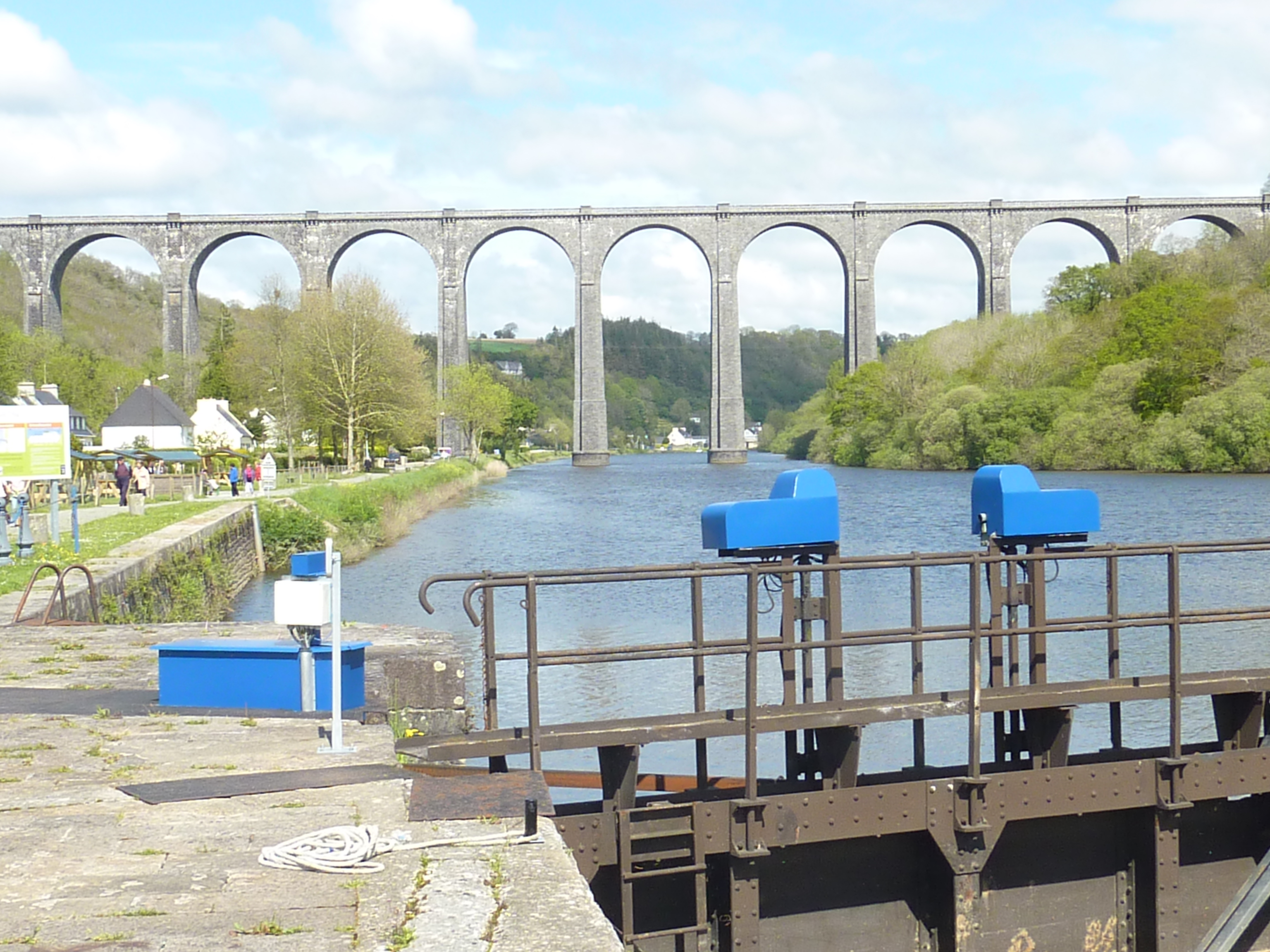
Viadukt bei Guili Glaz nördlich von Châteaulin, unten die Aulne, die hier Teil des Canal de Nantes à Brest ist.

Von dort führt die Bahn in nördlicher Richtung über Châteaulin; in einem großen Bogen wird der Bahnhof von Landerneau erreicht, wo sie in die Bahnstrecke Paris–Brest einmündet.

### Höchstgeschwindigkeiten
Die folgende Tabelle gibt an, welche Geschwindigkeiten TGV (nördlich Quimper AGV) auf dieser Strecke fahren dürfen (Stand 2014).
| Von                          | Bis                          | Höchstgeschwindigkeit |
| ---------------------------- | ---------------------------- | --------------------- |
| Savenay (Km 469,5)           | Sévérac (Km 498,6)           | 140                   |
| Sévérac (Km 498,6)           | Redon (Km 511,4)             | 130                   |
| Redon (Km 511,4)             | Malansac (Km 528,6)          | 160                   |
| Malansac (Km 528,6)          | Km 544,2                     | 220                   |
| Km 544,2                     | Auray (Km 584,9)             | 160                   |
| Auray (Km 584,9)             | Hennebont (Km 611,3)         | 200                   |
| Hennebont (Km 611,3)         | Km 622,5                     | 140                   |
| Km 622,5                     | Gestel (Km 628,3)            | 150                   |
| Gestel (Km 628,3)            | Km 667                       | 160                   |
| Km 667                       | Km 678,5                     | 130                   |
| Km 678,5                     | Quimper (Km 684,8)           | 160                   |
| Quimper (Km 684,8)           | Quéménéven (Km 702,6)        | 120                   |
| Quéménéven (Km 702,6)        | Châteaulin (Km 715,2)        | 110                   |
| Châteaulin (Km 715,2)        | Quimerc'h (Km 728,7)         | 115                   |
| Quimerc'h (Km 728,7)         | Viaduc de Daoulas (Km 752,1) | 120                   |
| Viaduc de Daoulas (Km 752,1) | Landerneau (Km 769,1)        | 110                   |

Zwischen Quimper und Landerneau mussten 2015 aufgrund schlechten Streckenzustandes Langsamfahrstellen bis hinab zu 60 km/h eingerichtet werden.

## Ausrüstung

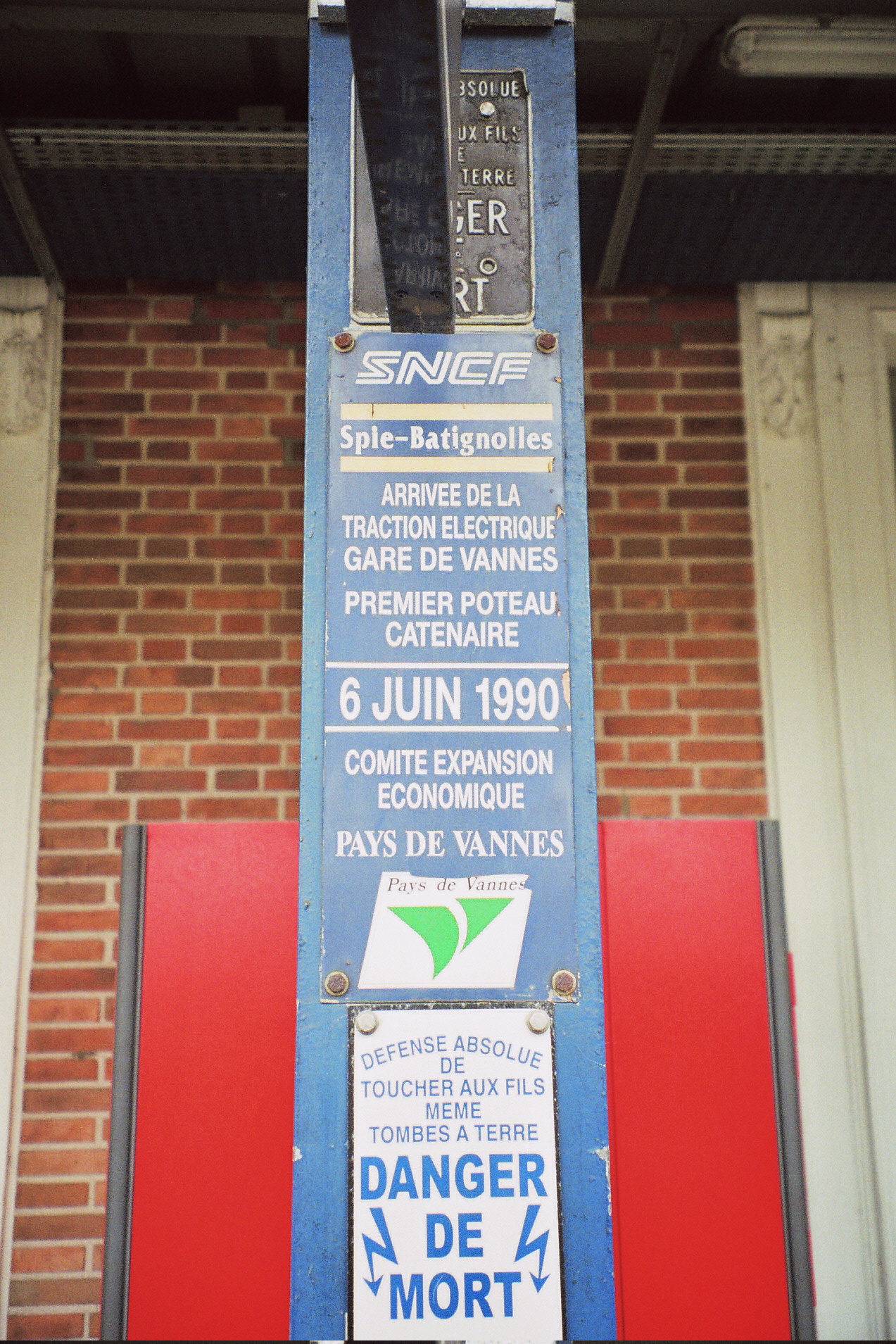
Bis 1991 wurde die Strecke in Vannes elektrifiziert

Von Savenay bis Quimper ist die Strecke zweigleisig ausgebaut und seit 10. September 1991 (Gestel–Quimper ein Jahr später) mit dem in Frankreich üblichen Wechselstrom zu 25 kV/50 Hz elektrifiziert. Sie verfügt dort über das Sicherungssystem block automatique à permissivité restreinte (BAPR, ein Selbstblocksystem). Die eingleisige Strecke von Quimper nach Landerneau ist mit einem Block Manuel de Voie Unique type SNCF (BMVU) (ein Streckenblock) ausgerüstet und wird von Quimper aus gesteuert.

## Verkehr

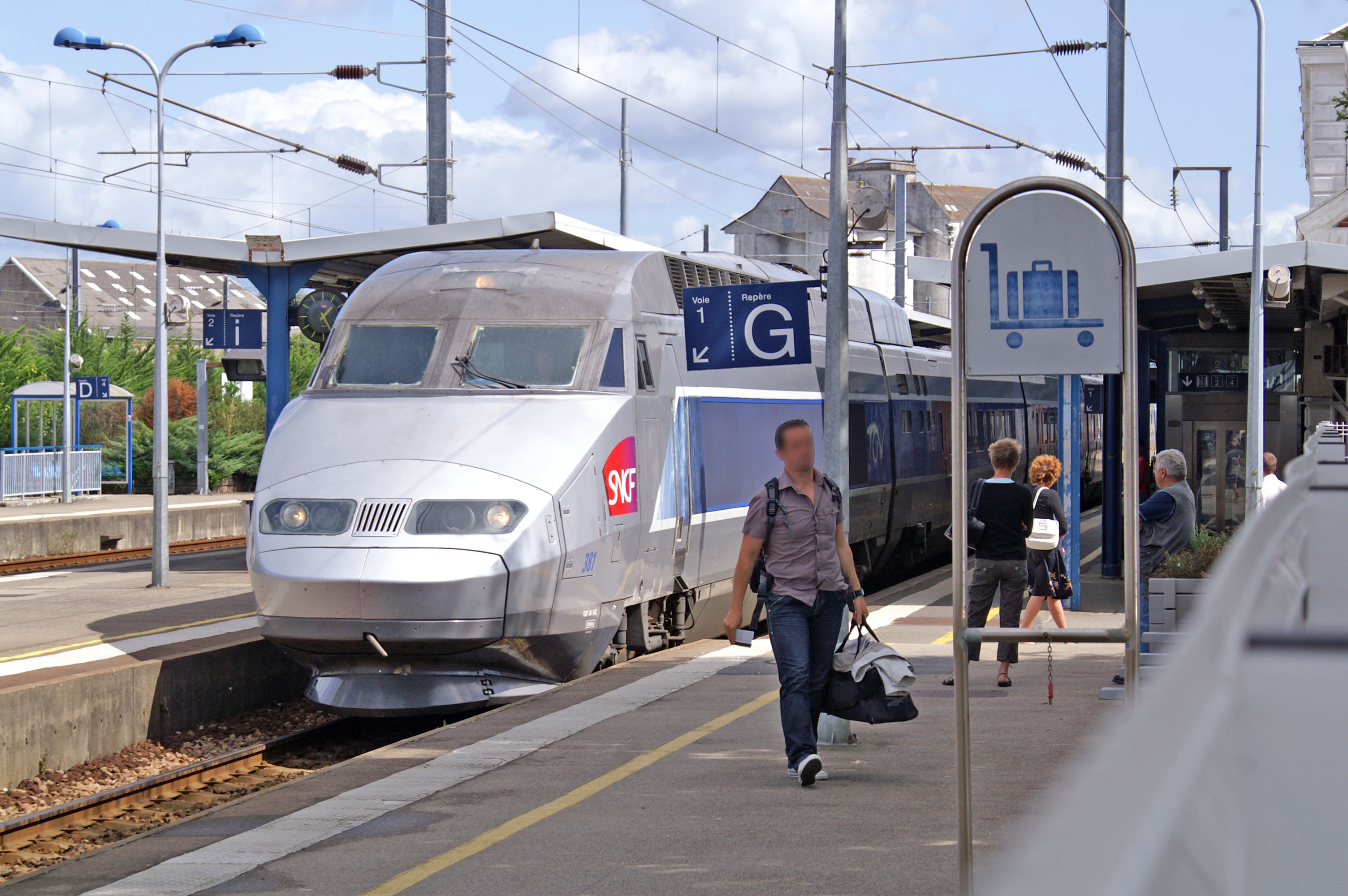
TGV Atlantique in Vannes

Wie auf den anderen bretonischen Strecken ist der Zugverkehr durch Personenzüge dominiert. Der Fernverkehr besteht wie auf der Nordroute Brest–Rennes überwiegend aus TGV Atlantique von Quimper nach Paris Gare Montparnasse über Rennes und die LGV Atlantique und Gegenrichtung. Einzelne Hochgeschwindigkeitszüge fahren nach Lille. 
TGV halten in Redon, Vannes, Auray, Lorient, Quimperlé, Rosporden und Quimper, wobei nicht jeder dieser Züge an jedem Fernbahnhof hält. Landerneau ist Halt einiger TGV auf der Nordroute Brest–Rennes; vereinzelt halten TGV von St-Nazaire nach Paris in Savenay.

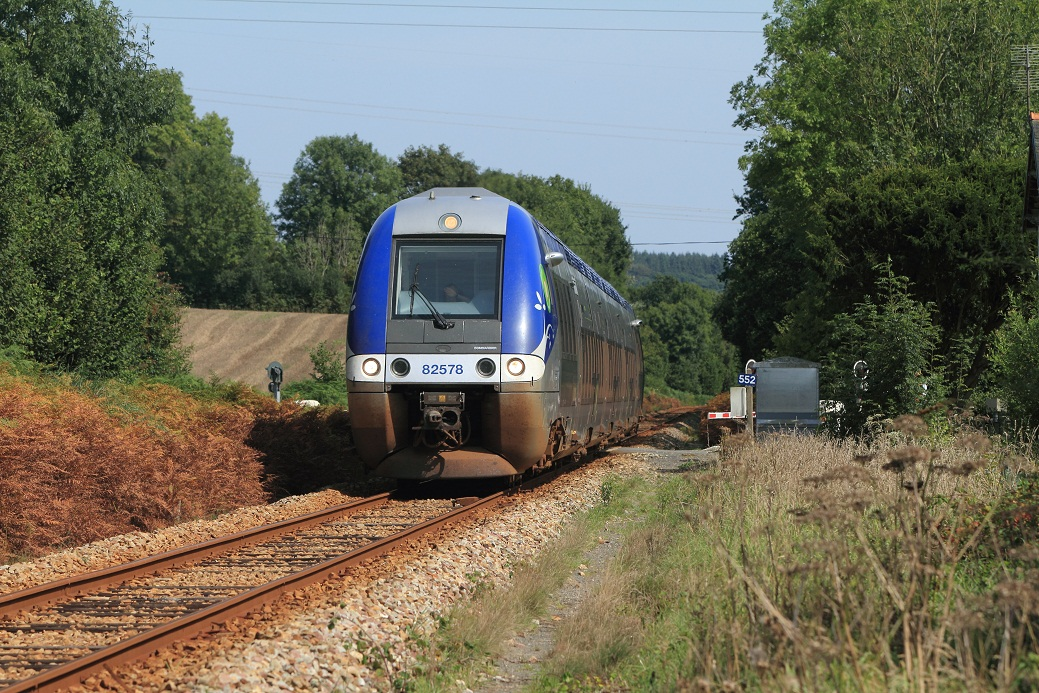
Ein AGC Bimode in der Nähe von Hanvec

Der Abschnitt zwischen Quimper und Landerneau wird ausschließlich vom Regionalverkehr des TER Bretagne befahren. Seit 2011 bestehen durchgehende Verbindungen zwischen Nantes und Brest mit AGC Bimodes, die mit Diesel und Strom fahren können; der Antrieb wird beim Aufenthalt in Quimper und Landerneau umgeschaltet.

## Ausbaupläne
Der Regionsrat der Bretagne hat angekündigt, die Strecke Quimper–Brest ab 2017 für Geschwindigkeiten bis 140 km/h ausbauen zu lassen.
Im Fahrplanjahr 2017 (11. Dezember 2016 bis 9. Dezember 2017) ist der Abschnitt Quimper–Landerneau für Modernisierungsarbeiten gesperrt. Die Fahrzeit von Quimper nach Brest soll danach auf minimal 1 h 01 und durchschnittlich 1 h 15 gesenkt werden.